# Stamnodes anthocharidaria
Stamnodes anthocharidaria är en fjärilsart som beskrevs av Charles Oberthür 1831. Stamnodes anthocharidaria ingår i släktet Stamnodes och familjen mätare. Inga underarter finns listade i Catalogue of Life.